# R. L. Burnside
Pour les articles homonymes, voir Burnside.
Robert Lee Burnside, plus connu comme R. L. Burnside, né le 23 novembre 1926 à Harmontown, Mississippi, et mort le 1er septembre 2005 à Memphis, est un chanteur, guitariste et compositeur de blues. Il a vécu la majeure partie de sa vie à Holly Springs, dans l'État du Mississippi.

## Biographie
R. L. Burnside a passé le plus clair de sa vie dans les collines du nord du Mississippi. Il a travaillé comme métayer et comme pêcheur tout en jouant de la guitare le week-end. Il a commencé à s'intéresser à la guitare peu après ses vingt ans en écoutant le disque de John Lee Hooker, Boogie Chilen (qui a inspiré les débuts de nombreux bluesmen comme Buddy Guy). Il a appris son style en écoutant également Fred McDowell qui habitait près de chez lui, ainsi que son cousin par alliance, Muddy Waters.
Dans les années 1950 Burnside déménage du côté de Chicago, où plusieurs membres de sa famille sont assassinés ; après ces crimes, il retourne dans son État natal. Il évoquera cet épisode tragique dans « R.L.'s Story », sur l'album Wish I Was in Heaven Sitting Down.
Ses premiers enregistrements datent de la fin des années 1960 chez Arhoolie Records, enregistrés par George Mitchell. Des morceaux acoustiques ont été enregistrés pendant cette époque et publiés au début des années 1980.
Au milieu des années 1990, Burnside est remarqué par Jon Spencer, leader du Jon Spencer Blues Explosion, il part en tournée et enregistre avec ce groupe et élargit alors son audience.
Après une attaque cardiaque en 2001, son médecin lui conseille d'arrêter la boisson. Burnside arrête, mais ce changement l'empêche de jouer, dit-il.
Les membres de sa grande famille continuent la tradition du blues dans la région de Holly Springs :
- un de ses fils, Duwayne Burnside, joue de la guitare avec le North Mississippi All Stars ainsi que son groupe Duwayne Burnside and the Mississippi Mafia,
- un fils de ce dernier, Cedric Burnside, joue de la batterie avec son père, et aussi Kenny Brown et d'autres,
- un de ses neveux, Garry Burnside, joue de la basse avec, entre autres, Junior Kimbrough et les North Mississippi All Stars,

La santé de Burnside allait en déclinant depuis son attaque de 1999, il meurt à l'hôpital de Memphis le 1er septembre 2005. Il laisse une femme (Alice Mae), 13 enfants et de nombreux petits-enfants.

## Musique
La voix de Burnside est puissante et caractéristique, il joue aussi bien de la guitare électrique ou acoustique (avec ou sans bottleneck). Son style ronronnant est caractéristique du country blues des collines du Nord du Mississippi, différent du blues du Delta. Comme beaucoup de musiciens de country-blues, il ne suit pas toujours le schéma des 12 ou 16 mesures du blues, et ajoute des séquences supplémentaires suivant l'inspiration. Il appelle cela le « style Burnside » et raconte souvent que ses musiciens accompagnateurs doivent être au courant de son style pour pouvoir jouer correctement avec lui.
Dans ses premiers enregistrements, comme ceux de John Lee Hooker, son style vocal et instrumental rappelle la musique d'Afrique de l'ouest comme le Mali.
Beaucoup de ses chansons ne changent pas d'accord, et utilisent le même accord en répétant la ligne de basse en donnant un air hypnotique. Son style vocal est caractérisé par une tendance à de petites coupures en fin de longues notes.
Il connait de nombreux toasts (petites poèmes afro-américains) qu'il récite souvent entre les morceaux pendant les concerts ou les enregistrements.

## Discographie

### Solo
- First Recordings (enregistré à la fin des années 1960 par George Mitchell; réédité par Fat Possum Records en 2003)
- Acoustic Stories (à la guitare acoustique enregistré en 1988)
- Bad Luck City avec The Sound Machine (1991)
- Too Bad Jim (produit en 1992 par Robert Palmer.)
- Well, Well, Well (chansons et interviews enregistrés en 1986-1993, publiés en 2001 par MC Records)
- A Ass Pocket of Whisky (1996, avec le Jon Spencer Blues Explosion)
- Mr. Wizard (1997)
- Come On In, Wish I Was in Heaven Sitting Down, et A Bothered Mind (3 albums remixés, avec des artistes invités, enregistrés respectivement en 1998, 2000 et 2004.)
- Burnside on Burnside (enregistré en public en 2001 au Crystal Ballroom, Portland Oregon's Burnside street)

### Participations
- 2005 : Hill Country Revue (live at Bonnaroo 2004) (Tone-Cool Records) avec Jim Dickinson et les North Mississippi Allstars.

### Revues, magazines
- Blues Again !, n°5, avril/mai/juin 2006